# Conny Pohlers
Conny Pohlers (Halle an der Saale, 16 de novembro de 1978) é uma futebolista alemã que atua como atacante. Foi medalhista olímpica pela seleção de seu país.

## Carreira
Pohlers integrou o elenco da Seleção Alemã de Futebol Feminino, nas Olimpíadas de 2004 e 2008. 